# Asante Kotoko SC
Asante Kotoko Sporting Club – ghański klub piłkarski, grający obecnie w ghańskiej Premier League. Klub ma siedzibę w Kumasi. Swoje mecze rozgrywa na stadionie Kumasi Sports Stadium, który może pomieścić 51.500 widzów.

## Historia

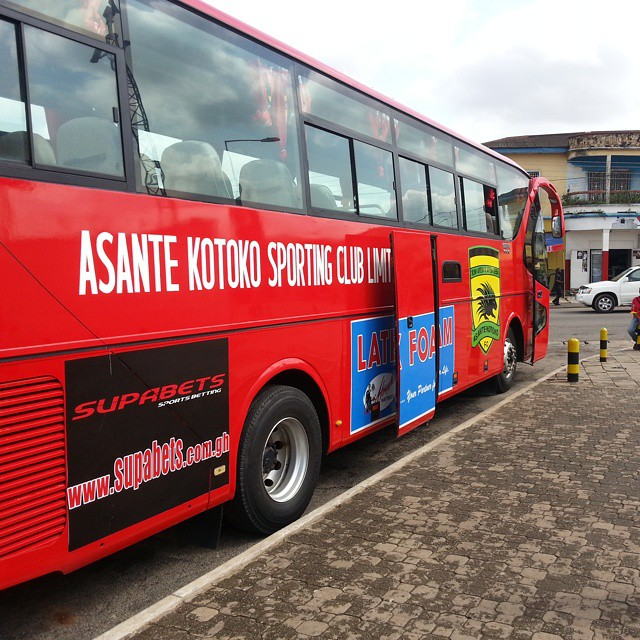
Autobus klubowy

Asante Kotoko powstało w 1935 roku. Pierwotna nazwa klubu brzmiała Kwasi Kumah. Od początku istnienia, największym rywalem Jeży jest drużyna Accra Hearts of Oak SC, z którą toczą walkę o mistrzostwo oraz puchar Ghany.
Dwukrotnie Asante Kotoko wygrywało Afrykańską Ligę Mistrzów. Zaś w 1967, 1971, 1973, 1982 oraz 1993 roku musiało cieszyć się z wicemistrzostwa. W 2005 roku zajęła drugie miejsce w Afrykańskim Pucharze Konfederacji. Od tej pory Asante Kotoko to jedyna ghańska drużyna, która uczestniczyła w tych prestiżowych rozgrywkach, jakim jest Puchar Konfederacji.

## Osiągnięcia
- Afrykańska Liga Mistrzów (2): 1970, 1983
- Ghana Telecom Premier League (20): 1959, 1963, 1964, 1967, 1968, 1969, 1972, 1975, 1980, 1981, 1982, 1983, 1986, 1987, 1989, 1990, 1991, 1992, 2003, 2005
- Puchar Ghany (8): 1958, 1960, 1976, 1978, 1984, 1989, 1997, 2002
- Ghana SWAG Cup (11): 1981, 1988, 1989, 1990, 1991, 1992, 1993, 1998, 2001, 2003, 2005
- Ghana Telecom Gala (3): 1999/00, 2001, 2005
- Ghana Top Four Cup (2): 2003, 2007
- Ghana Annual Republic Day Cup (2): 2004, 2005